# Bentinckia
Bentinckia är ett släkte av enhjärtbladiga växter. Bentinckia ingår i familjen Arecaceae.
Kladogram enligt Catalogue of Life:
| Bentinckia | \| \| Bentinckia condapanna \| \| \| \| \| \| Bentinckia nicobarica \| \| \| \| |
|            | \| \| Bentinckia condapanna \| \| \| \| \| \| Bentinckia nicobarica \| \| \| \| |
|            | Bentinckia condapanna                                                           |
|            |                                                                                 |
|            | Bentinckia nicobarica                                                           |
|            |                                                                                 |

## Bildgalleri

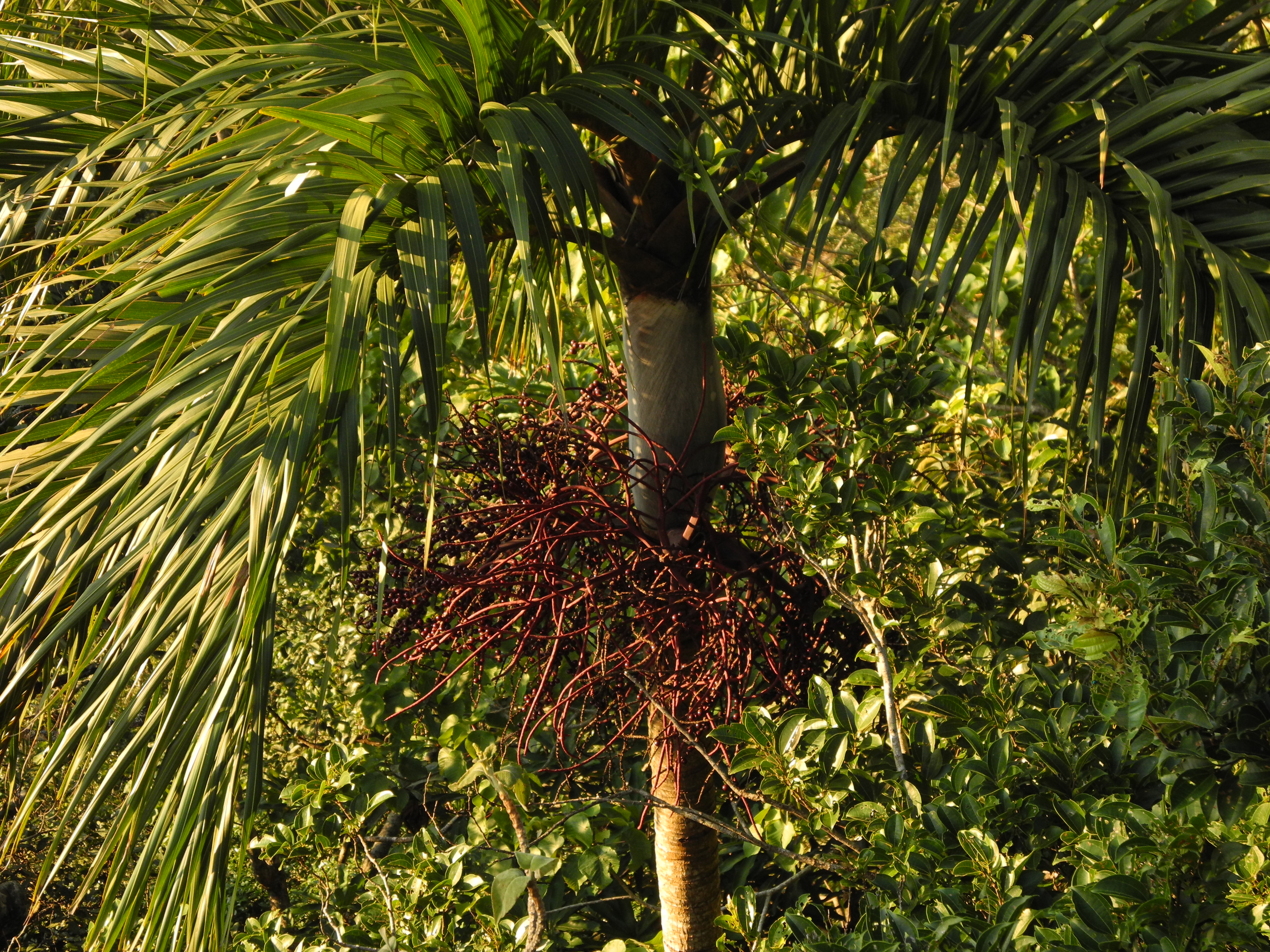